# Deonte Burton (basket-ball, 1994)
Pour les articles homonymes, voir Burton et Deonte Burton (basket-ball, 1991).
Deonte Burton, né le 31 janvier 1994 à Milwaukee dans le Wisconsin, est un joueur américain de basket-ball. Il évolue au poste d'arrière voire d'ailier.

## Biographie

### Carrière universitaire
Entre 2013 et 2015, il joue pour les Golden Eagles de Marquette à l'université Marquette.
Entre 2015 et 2017, il joue pour les Cyclones d'Iowa State à l'Université d'État de l'Iowa.

### Carrière professionnelle

#### Wonju DB Promy (2017-2018)
Durant l'été 2017, il n'est pas sélectionné à la draft 2017 de la NBA et participe à la NBA Summer League avec les Timberwolves du Minnesota.
Puis, il signe au Wonju DB Promy en Corée du Sud dans la Korean Basketball League.

#### Thunder d'Oklahoma City (2018-2020)
Le 11 mars 2019, son contrat two-way est converti en contrat garanti par le Thunder d'Oklahoma City.

#### Kings de Sacramento (janvier-février 2023)
Le 30 janvier 2023, il signe pour 10 jours en faveur des Kings de Sacramento. Il est coupé le 8 février 2023.

## Statistiques en club

### Universitaires
| Saison    | Équipe     | Matchs | Titul. | Min./m | % Tir | % 3pts | % LF | Rbds/m. | Pass/m. | Int/m. | Ctr/m. | Pts/m. |
| --------- | ---------- | ------ | ------ | ------ | ----- | ------ | ---- | ------- | ------- | ------ | ------ | ------ |
| 2013-2014 | Marquette  | 32     | 3      | 12,6   | 47,8  | 50,0   | 64,7 | 2,16    | 0,53    | 1,09   | 0,44   | 6,94   |
| 2014-2015 | Marquette  | 8      | 0      | 16,1   | 47,2  | 40,0   | 76,5 | 1,38    | 0,25    | 1,25   | 0,38   | 6,38   |
| 2015-2016 | Iowa State | 26     | 7      | 18,8   | 53,3  | 47,4   | 63,5 | 3,88    | 1,04    | 0,92   | 0,62   | 9,69   |
| 2016-2017 | Iowa State | 35     | 35     | 29,5   | 45,6  | 37,5   | 67,5 | 6,23    | 1,77    | 1,71   | 1,40   | 15,06  |
| Total     | Total      | 101    | 45     | 20,3   | 47,8  | 40,5   | 66,4 | 3,95    | 1,07    | 1,28   | 0,81   | 10,42  |

### NBA

#### Saison régulière
| Saison    | Équipe        | Matchs | Titul. | Min./m | % Tir | % 3pts | % LF | Rbds/m. | Pass/m. | Int/m. | Ctr/m. | Pts/m. |
| --------- | ------------- | ------ | ------ | ------ | ----- | ------ | ---- | ------- | ------- | ------ | ------ | ------ |
| 2018-2019 | Oklahoma City | 32     | 0      | 7,5    | 40,2  | 29,6   | 66,7 | 0,88    | 0,28    | 0,19   | 0,25   | 2,56   |
| 2019-2020 | Oklahoma City | 39     | 0      | 9,1    | 34,4  | 18,9   | 57,1 | 1,46    | 0,44    | 0,18   | 0,26   | 2,67   |
| Total     | Total         | 71     | 0      | 8,4    | 36,7  | 22,5   | 61,5 | 1,20    | 0,37    | 0,18   | 0,25   | 2,62   |

Dernière mise à jour le 12 septembre 2020.

#### Playoffs
| Saison | Équipe        | Matchs | Titul. | Min./m | % Tir | % 3pts | % LF | Rbds/m. | Pass/m. | Int/m. | Ctr/m. | Pts/m. |
| ------ | ------------- | ------ | ------ | ------ | ----- | ------ | ---- | ------- | ------- | ------ | ------ | ------ |
| 2019   | Oklahoma City | 3      | 0      | 1,5    | 20,0  | 0,0    | 0,0  | 0,67    | 0,00    | 0,00   | 0,00   | 0,67   |
| 2020   | Oklahoma City | 1      | 0      | 2,1    | 0,0   | 0,0    | 0,0  | 0,00    | 0,00    | 0,00   | 0,00   | 0,00   |
| Total  | Total         | 4      | 0      | 1,6    | 20,0  | 0,0    | 0,0  | 0,50    | 0,00    | 0,00   | 0,00   | 0,50   |

Dernière mise à jour le 25 septembre 2020.

## Palmarès
- Second-team All-Big 12 2017
- Big 12 Newcomer of the Year 2016
- Big East All-Rookie Team